# Italië op het Eurovisiesongfestival 2012
Italië nam deel aan het Eurovisiesongfestival 2012 in Bakoe, Azerbeidzjan. Het was de 39ste deelname van het land aan het Eurovisiesongfestival. De RAI was verantwoordelijk voor de Italiaanse bijdrage voor de editie van 2011.

## Selectieprocedure
De Italiaanse zangeres Nina Zilli was gekozen om Italië te vertegenwoordigen tijdens het Eurovisiesongfestival 2012 na afloop van het Festival van San Remo in San Remo. Het nummer dat zij ten gehore zou brengen in Bakoe was L'Amore è femmina.

## In Bakoe
In Bakoe mocht Italië meteen aantreden in de finale op zaterdag 26 mei. Italië is namelijk een van de Grote Vijf, de grootste donateurs aan de EBU. Na afloop van de puntentelling stond Italië op de 9de plaats, met 101 punten.